# IMBEL MD-97
IMBEL MD-97 — модификация автомата IMBEL MD-2, по сравнению с которым были уменьшены размеры и вес. MD-97L создан для армейского спецназа, а MD-97LC (самозарядная версия с укороченным до 330 мм стволом) — для полиции. Вариант MD-97LM отличается от MD-97LC только наличием планки Пикатинни и мощным пламегасителем-глушителем.
MD-97 имеет газоотводную автоматику с коротким ходом газового поршня и запиранием поворотом затвора. Модуль УСМ, пистолетная рукоятка и приклад скопированы с автоматической винтовки MD 963 (лицензионной копии FN FAL). Магазины — совместимые с автоматом М16. В конструкции автомата применены специальные лёгкие сплавы. MD-97 может оснащаться подствольным гранатомётом.